# Matthias Steinl
Matthias Steinl lub Steindl (ur. ok. 1644 r. w okolicach Salzburga, zm. 18 kwietnia 1727 w Wiedniu) – austriacki rzeźbiarz i architekt okresu baroku.

## Życie
Urodził się prawdopodobnie w miejscowości Mattsee na północ od Salzburga ok. 1644 roku. Kształcił się we Francji i zapewne w Amsterdamie lub Antwerpii w kręgu Artusa Quellinusa Starszego. W latach 70. XVII wieku działał w Lubiążu. W 1677 r. poślubił Annę Rosinę, wdowę po legnickim artyście Macieju Knotem, przejmując jego warsztat. Po śmierci pierwszej żony ożenił się po raz drugi w Wiedniu w 1692 r. z Marią Caecilią Wiest. W latach 1682–1687 pracował we Wrocławiu na zlecenie bpa Franza Ludwiga von Pfalza-Neuburga. Około 1688 roku przybył do Wiednia, gdzie został nadwornym rzeźbiarzem i sztycharzem cesarza Leopolda I, wykonując głównie prace z kości słoniowej. Od lat dziewięćdziesiątych XVII wieku kierował także znaczącym warsztatem rzeźbiarskim w Wiedniu. Po 1692 był wykładowcą architektury i inżynierii w nowo powstałej Akademii.

## Twórczość
Prowadził rozległą działalność artystyczną. Był architektem, rzeźbiarzem, malarzem, tynkarzem, rytownikiem, ślusarzem, złotnikiem, wykładowcą akademii. Rzeźbił w drewnie, kamieniu i kości słoniowej. Jego pierwszym udokumentowanym dziełem jest mały posąg z kości słoniowej przedstawiający greckiego boga morza Trytona (ok.1670-1675, Muzeum Wiktorii i Alberta w Londynie). Jako nadworny artysta w Wiedniu wykonał m.in. trzy rzeźby jeździeckie cesarza Leopolda I i jego dwóch synów Józefa I i Karola VI, które obecnie znajdują się w Muzeum Historii Sztuki w Wiedniu:
- Cesarz Leopold I jako zwycięzca swoich wrogów – 1690-1693, 75 x 52 x 30,5 cm
- Król Józef I jako zwycięzca Furii – 1693, 71 x 56 x 28 cm
- Cesarz Karol VI na koniu z personifikacją Świętego Cesarstwa Rzymskiego – ok. 1711-1712, 73,7 x 53 x 32 cm

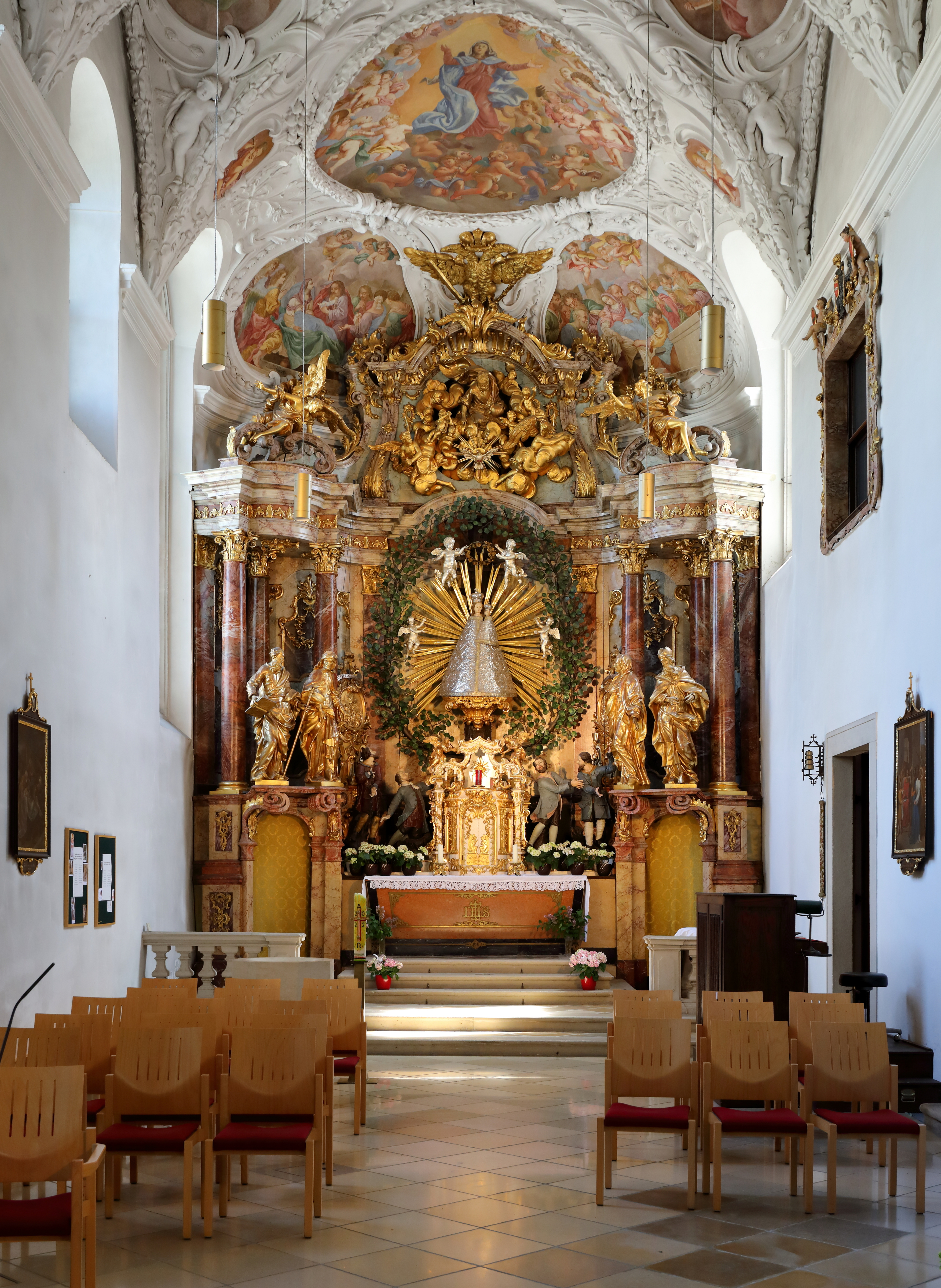
Ołtarz główny kościoła parafialnego Hietzing w Wiedniu

Pracował głównie dla kościołów wiedeńskich oraz wielkich klasztorów austriackich:
- Kościół Dominikanów w Wiedniu – ambona (1700)
- Kościół św. Piotra w Wiedniu – ambona, ołtarze boczne, konfesjonały i ławki (1726), kopuła kościoła (1715-16)
- Kościół Franciszkanów w Wiedniu – ołtarz św. Sebastiana (1696)
- Kościół pielgrzymkowy w Hietzing w Wiedniu – ołtarz główny, dwa ołtarze boczne (1698)
- Katedra św. Szczepana w Wiedniu – dwa ołtarze z kamiennymi rzeźbami (1700 i 1708)
- Kościół w Laxenburgu – fasada i wieża (1724-39)
- Kościół parafialny w Krems – ołtarz Ukrzyżowania (1706-1708)
- Opactwo Vorau – ołtarz główny i kredensowy (1699-1704), ambona (1706)
- Opactwo w Klosterneuburgu – monstrancja (1710), łuki triumfalne, dekoracje chórowe i ołtarz (1714), barokowa przebudowa holu głównego (1725–27)
- Opactwo w Kremsmünster – fontanna ścienna
- Klasztor w Herzogenburg – monstrancja (1722), projekt rekonstrukcji kościoła (ok. 1700)
- Klasztor w Zwettl-Niederösterreich – dekoracje chóralne, wieża kościoła (1722-1728)
- Klasztor w Dürnstein (Dolna Austria) – wieża (1721–1725)
- Katedra w St. Pölten – elementy wystroju wnętrza
- Kościół cysterski w Henrykowie – rzeźby świętych w ołtarzu głównym: Jana Chrzciciela, Piotra, Jana Ewangelisty, Pawła, Benedykta, Bernarda, Jadwigi oraz Henryka Brodatego i Archanioła Michała (1681-84)
- Kościół Bonifratrów we Wrocławiu – ołtarz główny: projekt Steinla (1715), wykonanie Tomasz Weisfeldt (1724).

## Działalność w Lubiążu
W latach 70. XVI w. działał na Śląsku. Ok. 1676 r. przybył do Lubiąża, gdzie pracował jako rzeźbiarz w opactwie cysterskim. W dokumentach pochodzących z lat 1676-1680 występuje jako " Bildthauer vom Kloster". Jego warsztat snycersko-rzeźbiarski po odejściu Steinla do Wrocławia w 1682 r. kontynuował rozpoczęte prace, realizując projekty pozostawione przez artystę. Na zlecenie opata klasztoru Johannesa Reicha kierował pracami nad barokizacją gotyckiego kościoła opackiego. W latach 1676–1786 zaprojektował szereg elementów wystroju świątyni, wykonanych w jego lubiąskim warsztacie (stolarka i snycerka): monumentalny ołtarz główny (1681), zespół sześciu ołtarzy bocznych w obejściu prezbiterium (Chrztu Chrystusa, Zmartwychwstania Chrystusa, św. Jana Ewangelisty, św. Jana Chrzciciela, św. Barbary i św. Katarzyny), trzy pozostałe ołtarze obejścia (św. Benedykta, św. Bernarda i Anioła Stróża), dwa ołtarze zamykające przestrzeń klauzurową nawy główniej (św. Ludgardy i św. Scholastyki), ambonę oraz zespół stalli.
Lubiąskie stalle anielskie (osiemnaście siedzisk i dwie loże opackie) zdobione rozbudowanym chórem aniołów oraz bogatą dekoracją akantową tworzącą formę baldachimów należały do najwybitniejszych i najbardziej znaczących dzieł w twórczości artysty. Na koronującym stalle gzymsie siedziały i stały na przemian z instrumentami szarpanymi i dętymi muzykujące anioły. Na ich wysokości umieszczono banderole z wybranymi wersetami pochodzącymi z Biblii i reguły zakonnej odnoszącymi się do anielskiej muzyki. Długość stalli wynosiła 1224 cm, głębokość 197 cm, wysokość 437 cm. Zarówno w tematyce jak i w formie stały się one wzorem wielu naśladownictw (Henryków, Żagań, Krzeszów). Z całego kompleksu, który ewakuowano z kościoła w końcu 1943 r., zachowało się 215 fragmentów spośród 328 stanowiących komplet (65,5%). Część z nich znajduje się obecnie w Muzeum Narodowym we Wrocławiu (92 fragmenty), niektóre wykorzystano do dekoracji ołtarzy i innych elementów wystroju kościoła paraﬁalnego pw. św. Marcina Biskupa w Stężycy koło Dęblina. Próby scalenia zabytku podejmowane od lat 70. XX w. zakończyły się niepowodzeniem.
Całe wyposażenie kościoła uległo zniszczeniu w końcu II wojny światowej po zajęciu opactwa przez Armię Czerwoną. Poza obrazami ołtarzowymi ocalały jedynie pewne elementy wyposażenia rzeźbiarskiego nastaw ołtarzowych autorstwa Steinla i jego warsztatu, często w bardzo złym stanie:
- Św. Józef z Dzieciątkiem  (grupa rzeźb dwupostaciowa ze zwieńczenia ołtarza głównego) – 1681, wys. ok. 250 cm, Lubiąż, Pałac Opatów
- Św. Bernard z Clairvaux (rzeźba z górnej kondygnacji ołtarza głównego) – 1681, wys. ok. 250 cm (zachowany jedynie fragment lewej ręki, z okrywającymi ją szatami), Lubiąż, Pałac Opatów
- Św. Apolonia (rzeźba z lewej strony ołtarza św. Barbary) – lata 80. XVII wieku, wys. ok. 110 cm, Piotrowice, kościół ﬁlialny pw. Narodzenia NMP (ołtarz główny)
- Nieznana święta (rzeźba z prawej strony ołtarza św. Barbary) – lata 80. XVII wieku, wys. ok. 110 cm, Bardo, Muzeum Sztuki Sakralnej (korytarz na piętrze)
- Św. Rozalia (rzeźba ze zwieńczenia ołtarza św. Barbary) – lata 80. XVII wieku, wys. ok. 110 cm, Bardo, Muzeum Sztuki Sakralnej (korytarz na piętrze)
- Król Baltazar (rzeźba ze zwieńczenia ołtarza Narodzin Chrystusa) – lata 80. XVII wieku, wys. ok. 100 cm, Lubiąż, Pałac Opata
- Król Kacper (rzeźba z prawej strony ołtarza Narodzin Chrystusa) – lata 80. XVII wieku, wys. ok. 100 cm, Lubiąż, Pałac Opata
- Aaron (?) (rzeźba z lewej strony ołtarza św. Jana Chrzciciela) – lata 80. XVII wieku, wys. ok. 110 cm, Muzeum Narodowe we Wrocławiu
- Król Dawid (rzeźba ze zwieńczenia ołtarza św. Jana Chrzciciela) – lata 80. XVII wieku, wys. ok. 110 cm, Muzeum Narodowe we Wrocławiu
- Św. Ambroży (rzeźba z dolnej części ołtarza św. Bernarda, ustawiona na skraju nastawy, po lewej stronie) – ok. 1681-82, wys. 170 cm, Lubiąż, Pałac Opata
- Św. Grzegorz Wielki (rzeźba z dolnej części ołtarza św. Bernarda, ustawiona w centralnej części, na lewo od obrazu) – ok. 1681-82, wys. 170 cm, Lubiąż, kościół paraﬁalny pw. św. Walentego
- Św. Augustyn (rzeźba z dolnej części ołtarza św. Bernarda, ustawiona w centralnej części, na lewo od obrazu) – ok. 1681-82, wys. 170 cm, Lubiąż, kościół paraﬁalny pw. św. Walentego

Matthias Steinl - Dzieła
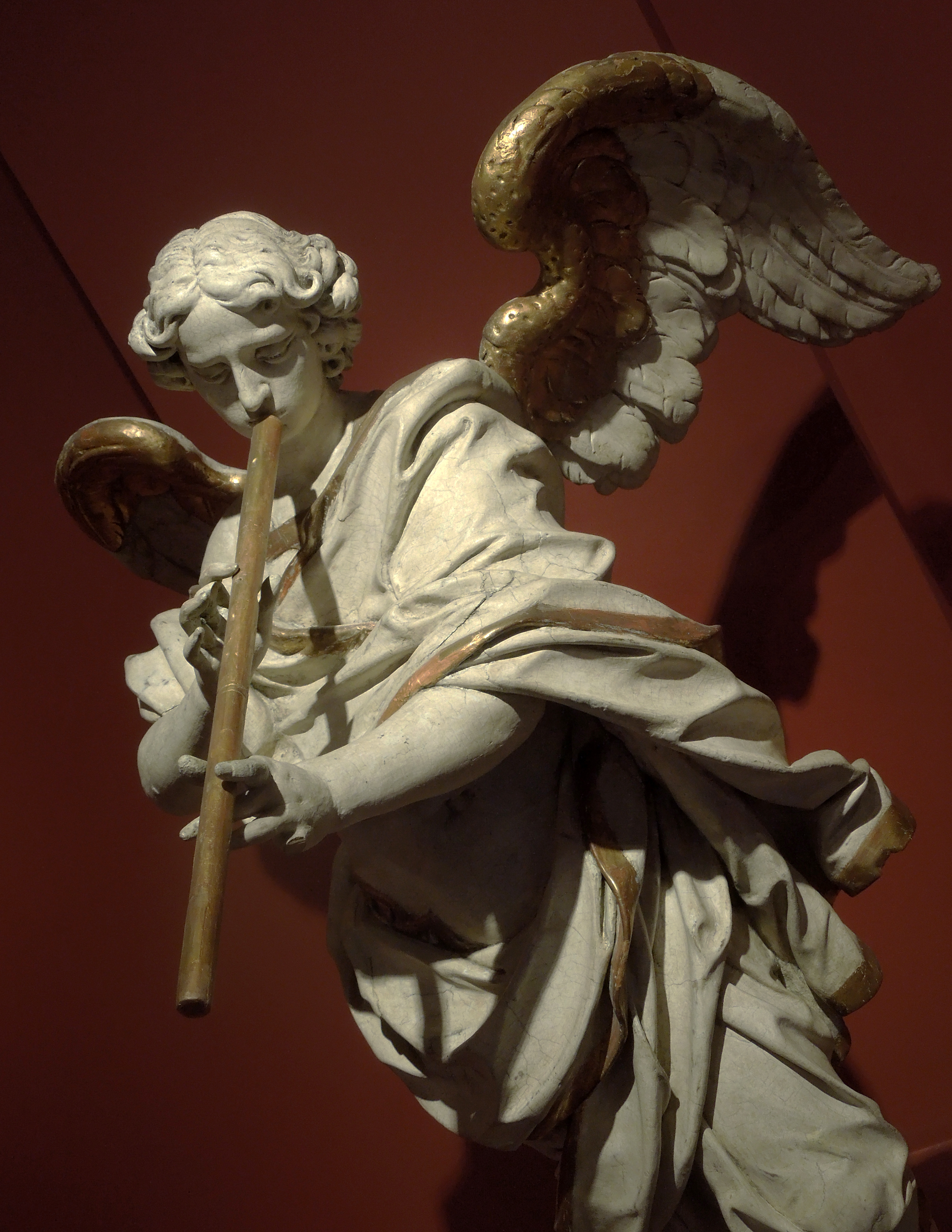
Błogosławiony Konrad von Urach (rzeźba z dolnej części ołtarza św. Benedykta, ustawiona w centralnej części, na prawo od obrazu) – ok. 1682, wys. 70 cm, Muzeum Narodowe we Wrocławiu
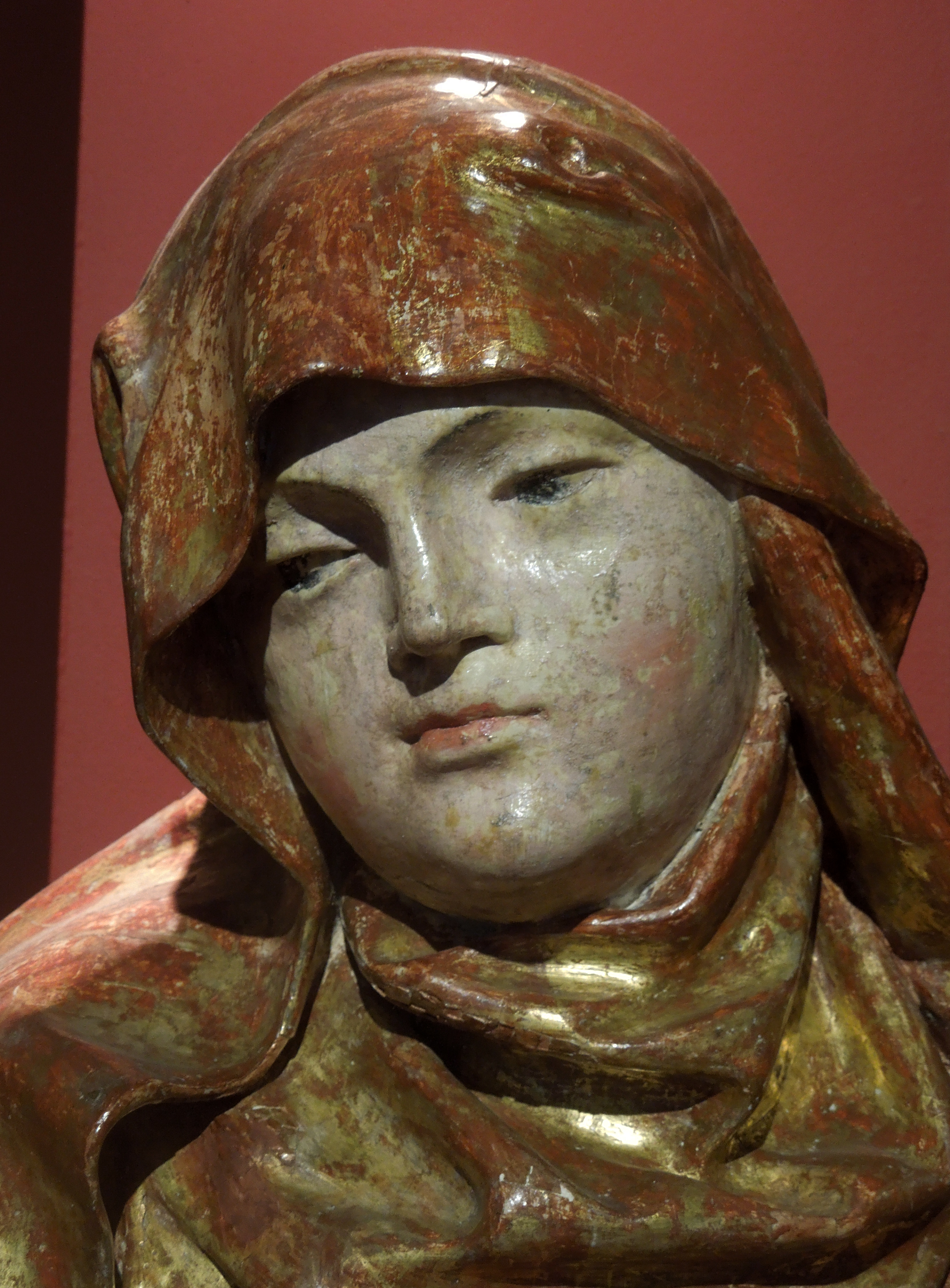
Putto z tarczą herbową (fragment grupy rzeźbiarskiej z dolnej części ołtarza św. Benedykta) – ok. 1682, wys. 170, Muzeum Narodowe we Wrocławiu
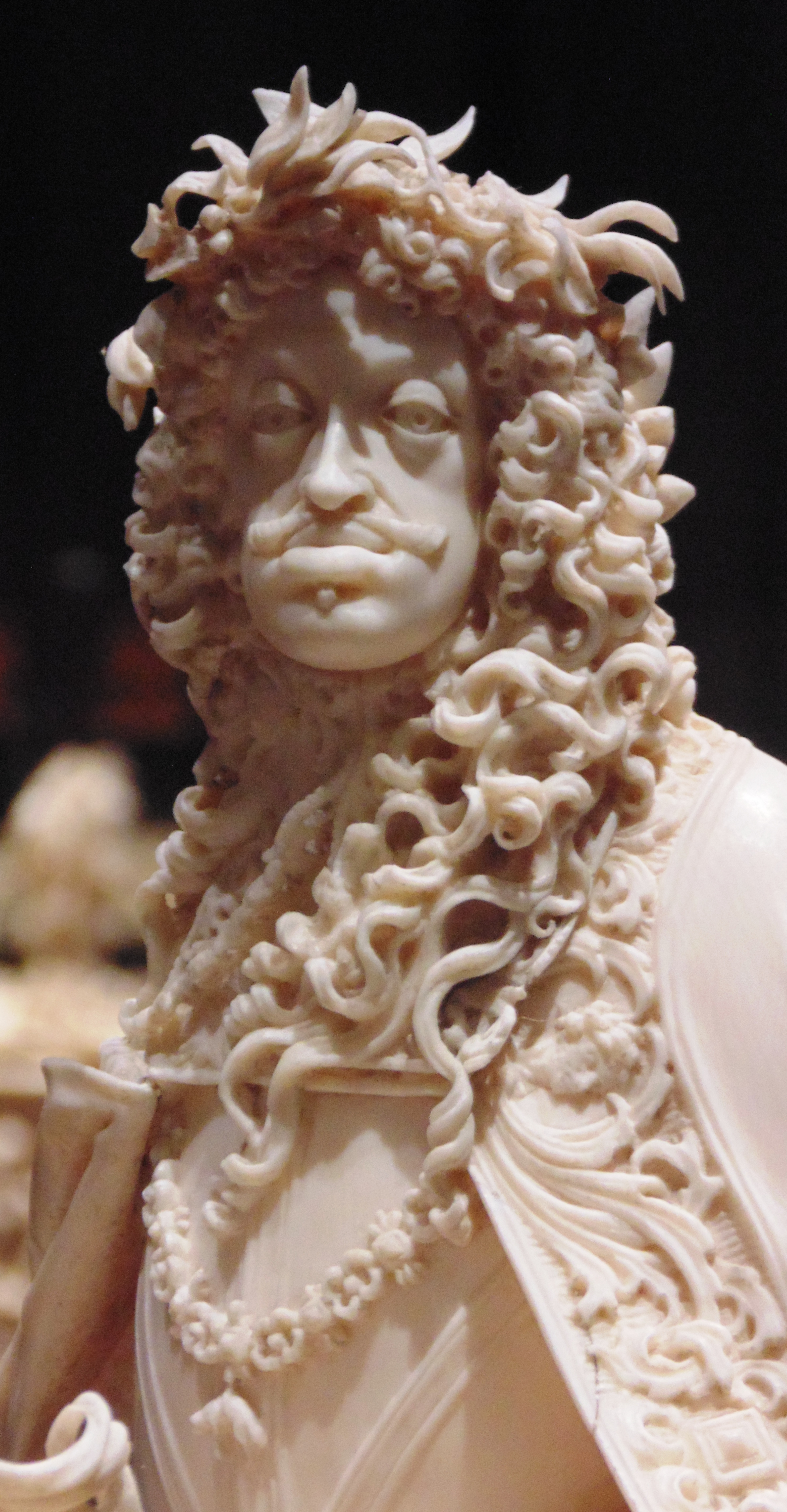
Cesarz Leopold I (ok. 1690-93)
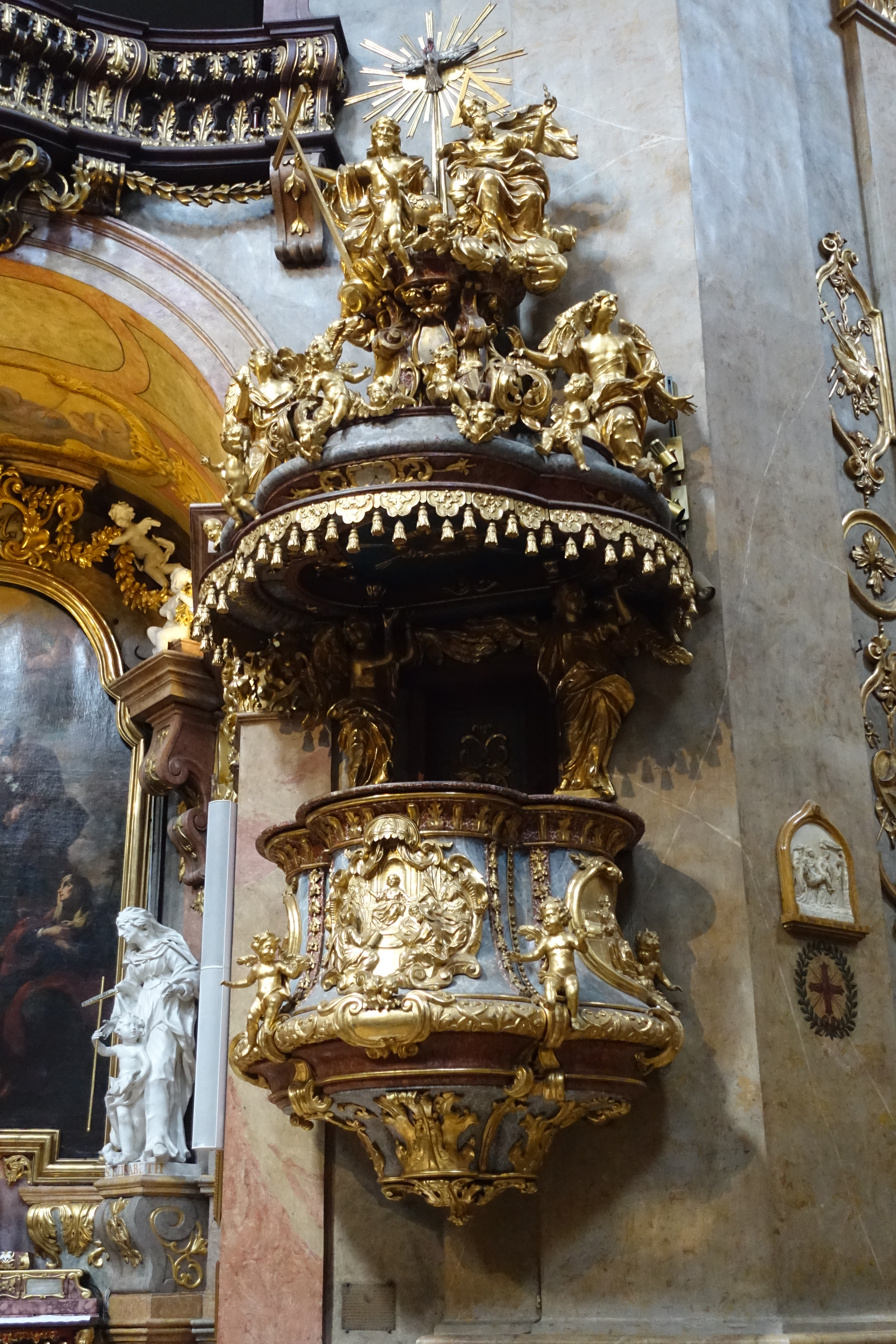
Ambona w kościele św. Piotra w Wiedniu (ok. 1716)
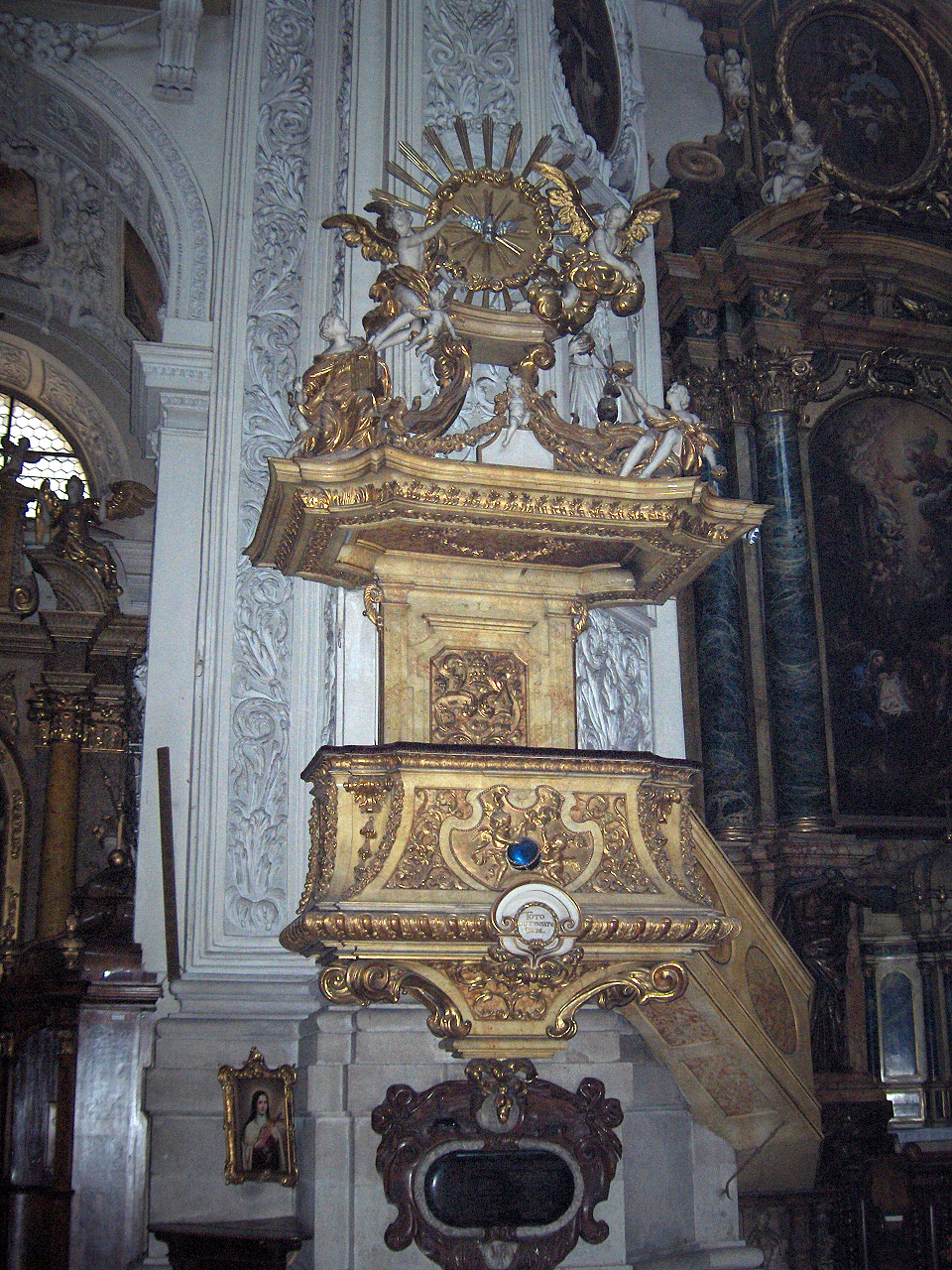
Ambona w kościele Dominikanów w Wiedniu (1700)
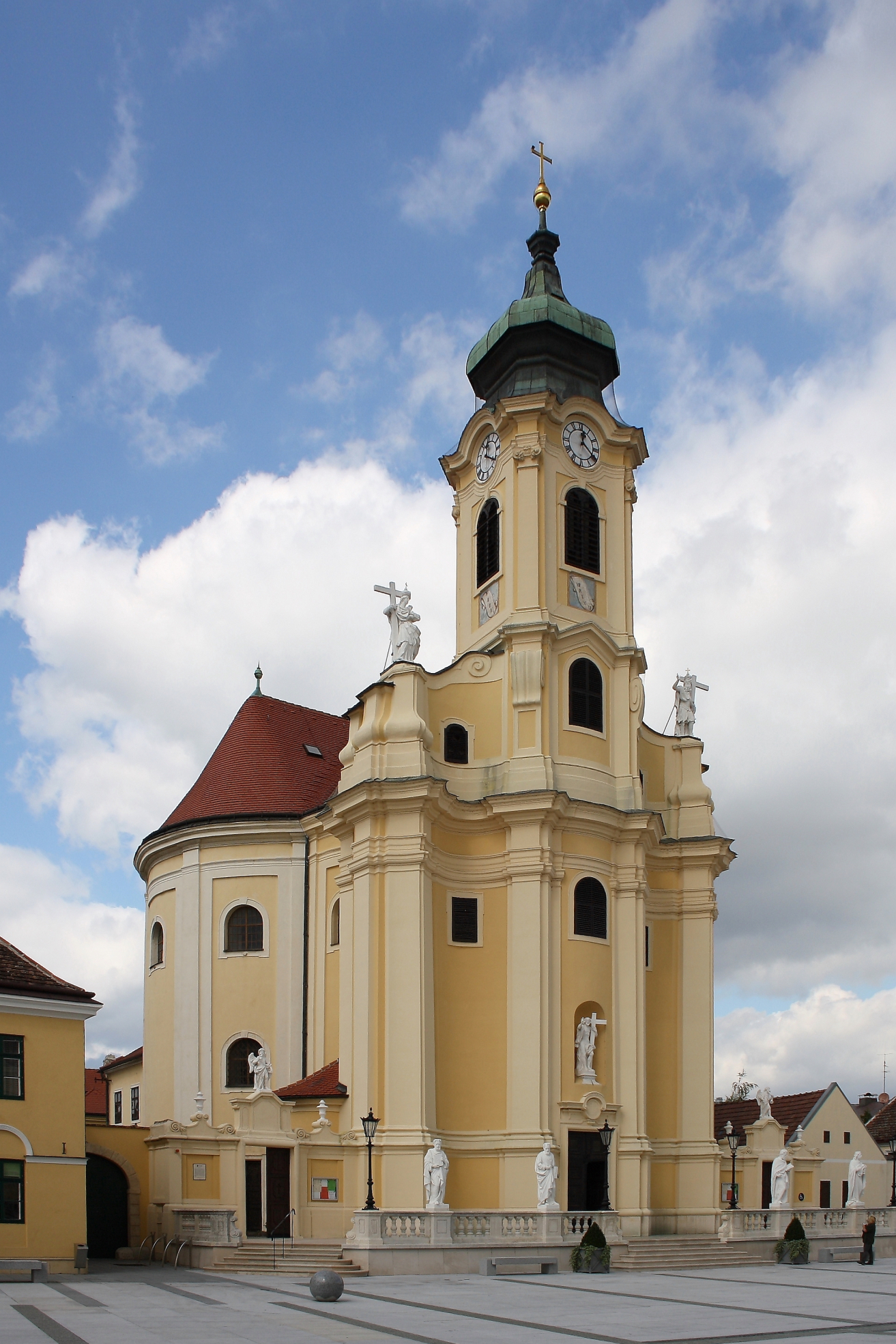
Fasada i wieża kościoła w Laxenburgu (1724-39)

- Putto z tarczą herbową (fragment grupy rzeźbiarskiej z dolnej części ołtarza św. Benedykta, ustawionej na skraju nastawy, po lewej stronie) – ok. 1682, wys. 70 cm, Muzeum Narodowe we Wrocławiu
- Św. Sebastian z aniołem wyjmującym strzały z jego ciała (grupa rzeźb z lewej strony ołtarza św. Jana Ewangelisty) – ok. 1680-87, ok. 105 cm, Muzeum Narodowe we Wrocławiu
- Św. Roch (rzeźba z prawej strony ołtarza św. Jana Ewangelisty) – lata 80. XVII wieku, wys. ok. 110 cm, Bardo, Muzeum Sztuki Sakralnej (korytarz na piętrze)
- Św. Jakub Starszy (rzeźba ze zwieńczenia ołtarza św. Jana Ewangelisty) – lata 80. XVII wieku, wys. ok. 100 cm, Muzeum Narodowe we Wrocławiu
- Maria Kleofasowa (?) (rzeźba z lewej strony ołtarza Zmartwychwstania Chrystusa) – lata 80. XVII wieku, wys. ok. 100 cm, Muzeum Narodowe we Wrocławiu
- Św. Maria Magdalena (?) (rzeźba z prawej strony ołtarza Zmartwychwstania Chrystusa) – lata 80. XVII wieku, wys. ok. 100 cm, Piotrowice, kościół ﬁlialny pw. Narodzenia NMP (ołtarz główny)
- Kroczące putto (rzeźba ze zwieńczenia ołtarza Zmartwychwstania Chrystusa) – lata 80. XVII wieku, wys. ok. 81 cm, Muzeum Narodowe we Wrocławiu
- Św. Małgorzata (rzeźba z lewej strony ołtarza św. Katarzyny) – lata 80. XVII wieku, wys. 110 cm, Bardo, Muzeum Sztuki Sakralnej (korytarz na piętrze)
- Św. Agnieszka (rzeźba z prawej strony ołtarza św. Katarzyny) – lata 80. XVII wieku, wys. 110 cm, Muzeum Narodowe we Wrocławiu
- Zakonnica (rzeźba z ustawiona na prawo od obrazu w ołtarzu św. Ludgardy) – przed 1696, wys. 106 cm, Muzeum Narodowe we Wrocławiu
- Anioł grający na flecie (rzeźbiarska oprawa stall anielskich) – po 1681, Muzeum Narodowe we Wrocławiu[4]